# Not an Apology
| Оценки критиков | Оценки критиков |
| Источник        | Оценка          |
| --------------- | --------------- |
| AllMusic        | positive        |
| Hit The Floor   | [ 2 ]           |
| The Young Folks | [ 3 ]           |

Not an Apology — дебютный полноформатный альбом американской певицы и актрисы Беа Миллер, выпущенный 24 июля 2015 года на лейблах Syco Music и Hollywood Records. В данный альбом были включены четыре трека, которые ранее вошли в дебютный мини-альбом певицы Young Blood (2014).

## Об альбоме
В 2013 году певица подписала контракт с двумя лейблами одновременно: Hollywood Records и Syco Music. 17 марта 2015 года стало известно о том, что готовящаяся к выходу пластинка получит название Not an Apology. Тогда же была объявлена и дата выхода альбома — 21 июня 2015 года. Спустя пять недель лейбл изменил обложку и перенёс дату релиза альбома на 24 июля.
12 мая 2015 года в качестве рекламного сингла был выпущен трек «Force of Nature».

## Коммерческий успех
Not an Apology занял 7 место в чарте Billboard 200 и разошёлся тиражом в 33 000 копий.

## Список композиций
| №                   | Название                            | Автор(ы)                                                          | Длительность |
| ------------------- | ----------------------------------- | ----------------------------------------------------------------- | ------------ |
| 1.                  | «Young Blood»                       | Беа Миллер Майк Дель Рио Мэтт Парад Фиби Райан                    | 3:39         |
| 2.                  | «Fire N Gold»                       | Нолан Сайп [англ.] Фредди Векслер [англ.] Джаррад Роджерс [англ.] | 3:31         |
| 3.                  | «I Dare You»                        |                                                                   | 3:26         |
| 4.                  | «Paper Doll»                        |                                                                   | 3:36         |
| 5.                  | «Perfect Picture»                   |                                                                   | 3:07         |
| 6.                  | «Enemy Fire (feat. Carlos Alvarez)» | Мэган Кабир                                                       | 3:51         |
| 7.                  | «Force of Nature»                   |                                                                   | 4:01         |
| 8.                  | «This is Not an Apology»            |                                                                   | 3:25         |
| 9.                  | «Dracula»                           | Миллер Скайлер Стоунстрит Кара Диэгварди CJ Baran                 | 2:52         |
| 10.                 | «We're Taking Over»                 | Деми Ловато                                                       | 3:27         |
| 11.                 | «Rich Kids»                         |                                                                   | 2:44         |
| Общая длительность: | Общая длительность:                 | Общая длительность:                                               | 37:40        |

## Позиции в чартах
| Чарты (2015)     | Позиция |
| ---------------- | ------- |
| US Billboard 200 | 7       |

## История релиза
| Страна | Дата         | Формат(ы)            | Лейбл | Источник |
| ------ | ------------ | -------------------- | ----- | -------- |
| США    | 24 июля 2015 | Цифровая дистрибуция | Syco  | [ 8 ]    |